# 文化庁メディア芸術祭マンガ部門
文化庁メディア芸術祭マンガ部門（ぶんかちょうメディアげいじゅつさい マンガぶもん）は、日本の文化庁が主催する文化庁メディア芸術祭の一部門として1997年から2022年まで開催されていた漫画賞である。
審査員は主に漫画家から成り、「クリエーターがクリエーターを選ぶ」ことが賞のポリシーとなっている。自社の作品に偏りがちな出版社主催の賞と違い、審査員の推薦や公式サイトでの一般推薦、メディア芸術祭事務局のリサーチなどで広く集められた作品が選考対象となる。出版された作品に限らず、一般人の自薦による作品も対象としている。

## 受賞作品一覧

### 第1回（1997年）
大賞
- マンガ日本の古典（22名の漫画家）

優秀賞
- 精霊使い（岡崎武士）
- 無限の住人（沙村広明）
- あずみ（小山ゆう）
- MONSTER（浦沢直樹）

審査員（アニメーション部門と共通）：里中満智子（主査）、鈴木伸一（副主査）、石ノ森章太郎、石子順、谷川彰英、モンキーパンチ、押井守

### 第2回（1998年）
大賞
- 坂本龍馬（黒鉄ヒロシ）

優秀賞
- 神童（さそうあきら）
- め組の大吾（曽田正人）
- ゴン（田中政志）
- 龍-RON-（村上もとか）

審査員（アニメーション部門と共通）：里中満智子（主査）、鈴木伸一（副主査）、石子順、岡田英美子、柏木博、谷川彰英、モンキーパンチ

### 第3回（1999年）
大賞
- アイ'ム ホーム（石坂啓）

優秀賞
- ALL NUDE（すぎむらしんいち）
- 国立博物館物語（岡崎二郎）
- 同じ月を見ている（土田世紀）
- 遥かな町へ（谷口ジロー）

審査員（アニメーション部門と共通）：里中満智子（主査）、鈴木伸一（副主査）、石上三登志、おかだえみこ、柏木博、清水勲、モンキーパンチ

### 第4回（2000年）
大賞
- バガボンド（井上雄彦、吉川英治）

優秀賞
- 王道の狗（安彦良和）
- まっすぐにいこう。（きら）
- ぱじ（村上たかし）
- 黄昏流星群（弘兼憲史）

審査員（アニメーション部門と共通）：石上三登志（主査）、浜野保樹（副主査）、おかだえみこ、柏木博、清水勲、大地丙太郎、西村繁男

### 第5回（2001年）
大賞
- F氏的日常（福山庸治）

優秀賞
- リアル（井上雄彦）
- ビバ,シェフ！（ジャパンチ）
- 神々の山嶺（谷口ジロー、夢枕獏）
- クロサワ/炎の映画監督・黒澤明伝（園村昌弘、中村真理子）

審査員（アニメーション部門と共通）：石上三登志（主査）、浜野保樹（副主査）、小野耕世、清水勲、鈴木伸一、西村繁男、古川タク

### 第6回（2002年）
大賞
- セクシーボイスアンドロボ（黒田硫黄）

優秀賞
- 大掴源氏物語 まろ、ん?（小泉吉宏）
- 大使閣下の料理人（かわすみひろし、西村ミツル）
- 20世紀少年（浦沢直樹）
- ブラックジャックによろしく（佐藤秀峰）

奨励賞
- なぜ博士は怒っているのか（池谷伊佐夫）

審査員（アニメーション部門と共通）：原島博（主査）、鈴木伸一（副主査）、浜野保樹、小野耕世、高畑勲、竹宮惠子、西村繁男、古川タク

### 第7回（2003年）
大賞
- カジムヌガタイ－風が語る沖縄戦－（比嘉慂）

優秀賞
- ヘルタースケルター（岡崎京子）
- てんじんさん（木村直巳）
- 蟲師（漆原友紀）
- バカ姉弟（安達哲）

奨励賞
- 純喫茶のこりび（いとう耐）

審査員：里中満智子（主査）、小野耕世、木村忠夫、竹宮惠子、ちばてつや

### 第8回（2004年）
大賞
- 夕凪の街 桜の国（こうの史代）

優秀賞
- 光とともに…（戸部けいこ）
- 毎日かあさん カニ母編（西原理恵子）
- 魔女（五十嵐大介）
- バンド・スキュルテ 〜プラネット・サムライ（夏坂眞一郎）

奨励賞
- 昭和二十年の絵手紙 私の八月十五日（私の八月十五日の会）

審査員：里中満智子（主査）、木村忠夫、黒鉄ヒロシ、竹宮惠子、ちばてつや

### 第9回（2005年）
大賞
- 失踪日記 （吾妻ひでお）

優秀賞
- PLUTO（浦沢直樹）
- エマ（森薫）
- ドラゴン桜（三田紀房）
- 晩夏（せきねゆき）

奨励賞
- Web4コマ漫画（中江嘉男）

審査員：里中満智子（主査）、木村忠夫、黒鉄ヒロシ、竹宮惠子、モンキー・パンチ

### 第10回（2006年）
大賞
- 太陽の黙示録 （かわぐちかいじ）

優秀賞
- 大奥（よしながふみ）
- 大阪ハムレット（森下裕美）
- 百鬼夜行抄（今市子）
- よつばと!（あずまきよひこ）

奨励賞
- SHI RI TO RI（筑濱カズコ）

審査員：モンキー・パンチ（主査）、石坂啓、さいとう・たかを、藤本由香里、わたなべまさこ

### 第11回（2007年）
大賞
- モリのアサガオ（郷田マモラ）

優秀賞
- 海街diary（吉田秋生）
- 鈴木先生（武富健治）
- 竹光侍（松本大洋）
- プライド（一条ゆかり）
- 天顕祭（白井弓子）

審査員：モンキー・パンチ（主査）、しりあがり寿、ちばてつや、藤本由香里、わたなべまさこ

### 第12回（2008年）
大賞
- ピアノの森（一色まこと）

優秀賞
- Real Clothes（槇村さとる）
- 栞と紙魚子（諸星大二郎）
-  マエストロ（さそうあきら）
- 宗像教授異考録（星野之宣）

奨励賞
- Cartoon 2008（菊池正文）

審査員：ちばてつや（主査）、しりあがり寿、永井豪、藤本由香里、わたなべまさこ

### 第13回（2009年）
大賞
- ヴィンランド・サガ（幸村誠）

優秀賞
- イムリ（三宅乱丈）
- 海獣の子供（五十嵐大介）
- この世界の片隅に（こうの史代）
- へうげもの（山田芳裕）

奨励賞
- ヒーシーイット アクア（ウィスット・ポンニミット）

審査員：しりあがり寿（主査）、さいとうちほ、永井豪、細萱敦、村上知彦

### 第14回（2010年）
大賞
- ヒストリエ（岩明均）

優秀賞
- 孤高の人（坂本眞一／原案・新田次郎）
- 風雲児たち 幕末編（みなもと太郎）
- ぼくらの（鬼頭莫宏）
- レッド（山本直樹）

奨励賞
- うちの妻ってどうでしょう?（福満しげゆき）

審査員：永井豪（主査）、かわぐちかいじ、さいとうちほ、細萱敦、村上知彦

### 第15回（2011年）
大賞
- 土星マンション（岩岡ヒサエ）

優秀賞
- あの日からのマンガ（しりあがり寿）
- 皺（パコ・ロカ）
- 秘密 ―トップ・シークレット―（清水玲子）
- ファン・ホーム ―ある家族の悲喜劇―（アリソン・ベクダル）

新人賞
- なかよし団の冒険（西村ツチカ）
- まげもん。（昌原光一）
- マスタード・チョコレート（冬川智子）

審査員：さいとうちほ（主査）、竹宮惠子、細萱敦、みなもと太郎、村上知彦

### 第16回（2012年）
大賞
- 闇の国々（ブノワ・ペータース／フランソワ・スクイテン）

優秀賞
- 岳 みんなの山（石塚真一）
- ましろのおと（羅川真里茂）
- ムチャチョ‐ある少年の革命（エマニュエル・ルパージュ）
- GUNSLINGER GIRL（相田裕）

新人賞
- 凍りの掌　シベリア抑留記（おざわゆき）
- 千年万年りんごの子（田中相）
- ぼくらのフンカ祭（真造圭伍）

審査員：みなもと太郎（主査）、斎藤宣彦、竹宮惠子、ヤマダトモコ、伊藤剛

### 第17回（2013年）
大賞
- ジョジョリオン ―ジョジョの奇妙な冒険 Part8―（荒木飛呂彦）

優秀賞
- 昭和元禄落語心中（雲田はるこ）
- それでも町は廻っている（石黒正数）
- ちいさこべえ（望月ミネタロウ／原作：山本周五郎）
- ひきだしにテラリウム（九井諒子）

新人賞
- アリスと蔵六（今井哲也）
- 塩素の味（バスティアン・ヴィヴェス）
- 夏休みの町（町田洋）

審査員：みなもと太郎（主査）、斎藤宣彦、ヤマダトモコ、伊藤剛、すがやみつる

### 第18回（2014年）
大賞
- 五色の舟（近藤ようこ／原作：津原泰水）

優秀賞
- アオイホノオ（島本和彦）
- チャイニーズ・ライフ（李昆武／フィリップ・オティエ／訳：野嶋剛）
- 春風のスネグラチカ（沙村広明）
- 羊の木（いがらしみきお／原作：山上たつひこ）

新人賞
- 愛を喰らえ!!（ルネッサンス吉田）
- ちーちゃんはちょっと足りない（阿部共実）
- どぶがわ（池辺葵）

審査員：伊藤剛、犬木加奈子、斎藤宣彦、すがやみつる、ヤマダトモコ

### 第19回（2015年）
大賞
- かくかくしかじか（東村アキコ）

優秀賞
- 淡島百景（志村貴子）
- 弟の夫（田亀源五郎）
- 機械仕掛けの愛（業田良家）
- Non-working City（HO Tingfung）

新人賞
- エソラゴト（ネルノダイスキ）
- たましい いっぱい（おくやまゆか）
- 町田くんの世界（安藤ゆき）

審査員：犬木加奈子、門倉紫麻、すがやみつる、古永真一、松田洋子

### 第20回（2017年）
大賞
- BLUE GIANT（石塚真一）

優秀賞
- 総務部総務課山口六平太（高井研一郎／原作：林律雄）
- 未生 ミセン（ユン・テホ）
- 有害都市（筒井哲也）
- Sunny（松本大洋）

新人賞
- 応天の門（灰原薬）
- 月に吠えらんねえ（清家雪子）
- ヤスミーン（畑優以）

審査員：犬木加奈子、門倉紫麻、みなもと太郎、古永真一、松田洋子

### 第21回（2018年）
大賞
- ねぇ、ママ（池辺葵）

優秀賞
- 銃座のウルナ（伊図透）
- ニュクスの角灯（高浜寛）
- 夜の眼は千でございます（上野顕太郎）
- AIの遺電子（山田胡瓜）

新人賞
- 甘木唯子のツノと愛（久野遥子）
- バクちゃん（増村十七）
- BEASTARS（板垣巴留）

審査員：門倉紫麻、白井弓子、古永真一、松田洋子、みなもと太郎

### 第22回（2019年）
大賞
- ORIGIN（Boichi）

優秀賞
- 宇宙戦艦ティラミス（伊藤亰／原作：宮川サトシ）
- 凪のお暇（コナリミサト）
- 百と卍（紗久楽さわ）
- 夕暮れへ（齋藤なずな）

新人賞
- 黄色い円盤（黄島点心）
- 見えない違い——私はアスペルガー（マドモワゼル・カロリーヌ／原作：ジュリー・ダシェ）
- メタモルフォーゼの縁側（鶴谷香央理）

審査員：表智之、川原和子、白井弓子、西炯子、みなもと太郎

### 第23回（2020年）
大賞
- ロボ・サピエンス前史（島田虎之介）

優秀賞
- あした死ぬには、（雁須磨子）
- ダブル（野田彩子）
- 鼻下長紳士回顧録（安野モヨコ）
- 未来のアラブ人 中東の子ども時代（1978–1984）（リアド・サトゥフ／訳：鵜野孝紀）

新人賞
- 大人になれば（伊藤敦志）
- 花と頬（イトイ圭）
- 夢中さ、きみに。（和山やま）

ソーシャル・インパクト賞
- 闇金ウシジマくん（真鍋昌平）

審査員：表智之、川原和子、倉田よしみ、白井弓子、西炯子

### 第24回（2021年）
大賞
- 3月のライオン（羽海野チカ）

優秀賞
- イノサン Rouge ルージュ（坂本眞一）
- かしこくて勇気ある⼦ども（山本美希）
- ひとりでしにたい（カレー沢薫）
- 塀の中の美容室（小日向まるこ／原作：桜井美奈）

新人賞
- スインギンドラゴンタイガーブギ（灰田高鴻）
- 空飛ぶくじら スズキスズヒロ作品集（スズキスズヒロ）
- マイ・ブロークン・マリコ（平庫ワカ）

ソーシャル・インパクト賞
- ゴールデンカムイ（野田サトル）

審査員：表智之、川原和子、倉田よしみ、島本和彦、西炯子

### 第25回（2022年）
大賞
- ゴールデンラズベリー（持田あき）

優秀賞
- ダーウィン事変（うめざわしゅん）
- デッドデッドデーモンズデデデデデストラクション（浅野いにお）
- 北極百貨店のコンシェルジュさん（西村ツチカ）
- 私たちにできたこと――難民になったベトナムの少女とその家族の物語（ティー・ブイ）

新人賞
- きつねとたぬきといいなずけ（トキワセイイチ）
- 転がる姉弟（森つぶみ）
- ロスト・ラッド・ロンドン（シマ・シンヤ）

ソーシャル・インパクト賞
- 女の園の星（和山やま）

審査員：おざわゆき、倉田よしみ、斎藤環、島本和彦、杉本バウエンス・ジェシカ